# Louisianaterritorium

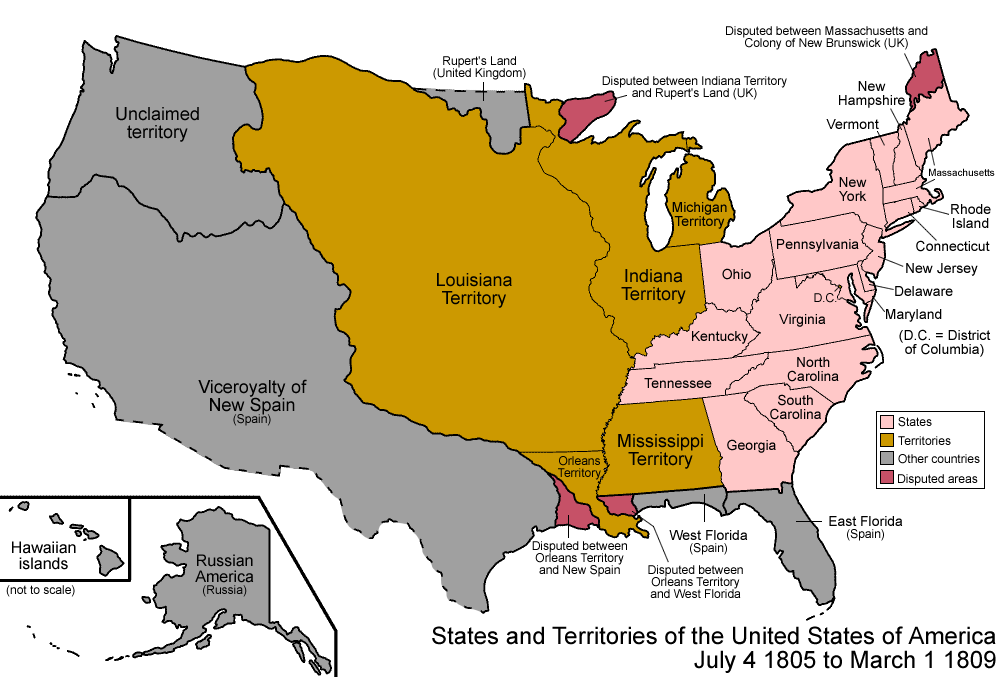
De staten en territoria van de Verenigde Staten van 1805 tot 1809

Het Louisianaterritorium (Engels: Territory of Louisiana, Louisiana Territory) was een geïncorporeerd en georganiseerd territorium van de Verenigde Staten van 4 juli 1805 tot 4 juni 1812. Het vloeide voort uit het Louisianadistrict, dat een jaar voordien in het leven was geroepen om het enorme gebied van de Louisiana Purchase dat niet onder het Orleansterritorium viel tijdelijk te besturen. Nadat de staat Louisiana in 1812 was toegetreden tot de unie, werd – om verwarring te voorkomen – het reusachtige maar dunbevolkte territorium hernoemd tot het Missouriterritorium.

## Gouverneurs
| Naam             | Termijn   | Partij                            |
| ---------------- | --------- | --------------------------------- |
| James Wilkinson  | 1805-1807 | Democraat                         |
| Meriwether Lewis | 1807-1809 | Partijloos                        |
| Benjamin Howard  | 1810-1812 | Democratisch-Republikeinse Partij |

Georganiseerde en geïncorporeerde territoria: Noordwest (1787–1803) · Zuidwest (1790–1796) · Mississippi (1798–1817) · Indiana (1800–1816) · Orleans (1804–1812) · Louisiana/Missouri (1805–1821) · Michigan (1805–1837) · Illinois (1809–1818) · Alabama (1817–1819) · Arkansas (1819–1836) · Florida (1822–1845) · Indian Territory (1834–1907) · Wisconsin (1836–1848) · Iowa (1838–1846) · Oregon (1848–1859) · Minnesota (1849–1858) · New Mexico (1850–1912) · Oklahoma (1890–1907) · Utah (1850–1896) · Washington (1853–1889) · Kansas (1854–1861) · Nebraska (1854–1867) · Nevada (1861–1864) · Colorado (1861–1876) · Dakota (1861–1889) · Idaho (1863–1890) · Arizona (1863–1912) · Montana (1864–1889) · Wyoming (1868–1890) · Hawaï (1900–1959) · Alaska (1912–1959)
Niet-geïncorporeerde territoria: Guam (1898–) · Filipijnen (1898–1946) · Puerto Rico (1898–) · Amerikaans-Samoa (1899–) · Panamakanaalzone (1903–1979) · Amerikaanse Maagdeneilanden (1917–) · Noordelijke Marianen (1975–)
Onbewoonde eilanden en claims onder de Guano Islands Act: Phoenixeilanden (1856–1979) · Roncador Bank (1856–1981) · Serrana Bank (1856–1981) · Baker (1857–) · Jarvis (1858–) · Johnston (1858–) · Navassa (1858–) · Kingman (1860–) · Swaneilanden (1863–1972) · Howland (1867–) · Midway (1867–) · Quita Sueño (1869–1981) · Palmyra (1898–) · Wake (1899–) · Corn Islands (1914–1971)